# Sverre Lunde Pedersen
Sverre Lunde Pedersen (* 17. Juli 1992 in Bergen) ist ein norwegischer Eisschnellläufer.

## Werdegang
Pedersen startete erstmals im November 2009 im Weltcup in Heerenveen. Dort belegte er den 16. Platz über 5000 m in der Division B. Im folgenden Monat holte er in Calgary mit dem dritten Platz in der Teamverfolgung seine erste Podestplatzierung im Weltcup. Bei den Juniorenweltmeisterschaften 2010 in Moskau gewann er Gold im Mehrkampf. In der folgenden Saison erreichte er zweite Plätze bei der Teamverfolgung in Berlin und in Moskau. Bei den Juniorenweltmeisterschaften 2011 in Seinäjoki holte er Silber im Mehrkampf. Über 1500 m, 5000 m und im Vierkampf gewann er Gold. Im folgenden Jahr holte er bei den Juniorenweltmeisterschaften in Obihiro im Mehrkampf, im Vierkampf, über 1500 m und über 5000 m die Goldmedaille. Zu Beginn der Saison 2012/13 kam er in Heerenveen erstmals auch im Einzel auf den Podest. Dort belegte er den dritten Rang über 1500 m. Es folgten in der Saison bei zehn weiteren Weltcupteilnahmen im Einzel neun Top-Zehn-Platzierungen. Des Weiteren errang er beim Weltcup in Astana den dritten Platz in der Teamverfolgung und beendete die Saison auf dem achten Rang im Weltcup über 1500 m und dem sechsten Platz im Weltcup über 5000/10.000 m. Bei den Olympischen Winterspielen 2014 in Sotschi belegte er über 1500 m den achten Platz und über 5000 m und im Mehrkampf den fünften Rang.
Zu Beginn der Saison 2014/15 holte Pedersen in Seoul über 1500 m seinen ersten Weltcupsieg. Im weiteren Saisonverlauf errang er im Weltcup viermal den zweiten Platz und dreimal den dritten Rang. Bei der Mehrkampfweltmeisterschaft 2015 in Calgary gewann er die Bronzemedaille und belegte bei den Einzelstreckenweltmeisterschaften 2015 in Heerenveen jeweils den 11. Platz über 1500 m und 5000 m und den vierten Rang über 10.000 m. Die Saison beendete er im Gesamtweltcup auf dem dritten Platz und im Weltcup über 1500 m und im Weltcup über 5000/10.000 m auf dem zweiten Rang. In der Saison 2015/16 erreichte er mit 11 Top-Zehn-Platzierungen im Weltcupeinzel, darunter Platz zwei in Inzell über 5000 m und Platz drei über 5000 m und Rang zwei über 1500 m jeweils in Heerenveen, den fünften Platz im Weltcup über 1500 m und den dritten Rang im Weltcup über 5000/10.000 m. Zudem wurde er in Inzell und zweimal in Heerenveen Zweiter in der Teamverfolgung. Damit errang er zum Saisonende den fünften Platz im Weltcup über 1500 m. Im Februar 2016 holte er bei den Einzelstreckenweltmeisterschaften in Kolomna Bronze über 5000 m und Silber in der Teamverfolgung. Im folgenden Monat gewann er bei der Mehrkampfweltmeisterschaft in Berlin die Silbermedaille. Nach Platz zwei in der Teamverfolgung in Harbin zu Beginn der Saison 2016/17, siegte er in Heerenveen in der Teamverfolgung und errang in Stavanger den dritten Platz über 1500 m und den zweiten Platz in der Teamverfolgung. Bei den Einzelstreckenweltmeisterschaften 2017 in Gangwon erlief er die Bronzemedaille in der Teamverfolgung. Zudem kam er dort auf den 14. Platz über 1500 m und auf den sechsten Rang über 5000 m. Anfang März 2017 wurde er bei der Mehrkampfweltmeisterschaft in Hamar Vierter im Großen-Vierkampf. In der Saison 2017/18 triumphierte er in Stavanger über 1500 m und in Erfurt über 5000 m. Außerdem gelang ihn in Heerenveen der dritte Platz über 5000 m und der zweite Rang in der Teamverfolgung, in Calgary der dritte Platz in der Teamverfolgung und in Erfurt der zweite Platz über 1500 m. Beim Saisonhöhepunkt, den Olympischen Winterspielen im Februar 2018 in Pyeongchang, gewann er Bronze über 5000 m und Gold in der Teamverfolgung. Im Lauf über 1500 m kam er dort auf den neunten Platz. Im März 2018 holte er bei der Mehrkampfweltmeisterschaft in Amsterdam die Silbermedaille. Beim Weltcupfinale in Minsk siegte er über 1500 m, 5000 m und in der Teamverfolgung und beendete die Saison auf dem dritten Platz im Gesamtweltcup und jeweils auf dem zweiten Rang im Weltcup über 1500 m und im Weltcup über 5000/10.000 m.
In der Saison 2018/19 errang Pedersen in der Teamverfolgung zweimal den zweiten Platz und einmal den dritten Rang. Über 5000 m kam er in Tomakomai auf den zweiten Platz und in Hamar auf den ersten Rang und erreichte damit den dritten Platz im Gesamtweltcup über 5000/10.000 m. Bei der Mehrkampfeuropameisterschaft im Januar 2019 in Klobenstein gewann er die Bronzemedaille im Vierkampf. Bei den Einzelstreckenweltmeisterschaften 2019 in Inzell holte er über 1500 m und in der Teamverfolgung jeweils die Silbermedaille und über 5000 m die Goldmedaille. Anfang März 2019 gewann sie bei der Mehrkampfweltmeisterschaft 2019 in Calgary die Silbermedaille. Im folgenden Jahr gewann er bei den Europameisterschaften 2020 in Heerenveen die Bronzemedaille in der Teamverfolgung und bei der Mehrkampfweltmeisterschaft 2020 in Hamar die Silbermedaille. Bei den Einzelstreckenweltmeisterschaften 2020 in Salt Lake City wurde er Zehnter über 1500 m, Siebter in der Teamverfolgung und Vierter über 5000 m. Nach Platz drei bei den Europameisterschaften 2021 in Heerenveen im Mehrkampf zu Beginn der folgenden Saison, errang er im Weltcup jeweils einmal den zweiten und ersten Platz in der Teamverfolgung. Beim Saisonhöhepunkt, den Einzelstreckenweltmeisterschaften 2021 in Heerenveen, lief er auf den 17. Platz über 5000 m, auf den neunten Rang über 1500 m und auf den vierten Platz in der Teamverfolgung.
Pedersen wurde sechsmal norwegischer Meister über 5000 m (2014–2019), viermal über 1500 m (2015, 2016, 2018, 2019), dreimal im Großen-Vierkampf (2017, 2018, 2019) und einmal über 10.000 m (2018).

## Persönliche Bestzeiten
- 500 m 35,82 s (aufgestellt am 2. März 2019 in Calgary)
- 1000 m 1:09,31 min (aufgestellt am 14. November 2015 in Calgary)
- 1500 m 1:42,39 min (aufgestellt am 10. März 2019 in Salt Lake City)
- 3000 m 3:34,66 min (aufgestellt am 7. November 2015 in Calgary)
- 5000 m 6:07,16 min (aufgestellt am 7. Februar 2019 in Inzell)
- 10.000 m 12:56,91 min (aufgestellt am 3. März 2019 in Calgary)

## Teilnahmen an Weltmeisterschaften und Olympischen Winterspielen

### Olympische Spiele
- 2014 Sotschi: 5. Platz Teamverfolgung, 5. Platz 5000 m, 8. Platz 1500 m
- 2018 Pyeongchang: 1. Platz Teamverfolgung, 3. Platz 5000 m, 9. Platz 1500 m
- 2022 Peking: 1. Platz Teamverfolgung

### Einzelstrecken-Weltmeisterschaften
- 2011 Inzell: 5. Platz Teamverfolgung, 15. Platz 1500 m
- 2012 Heerenveen: 5. Platz Teamverfolgung, 15. Platz 1500 m, 17. Platz 5000 m
- 2013 Sotschi: 5. Platz Teamverfolgung, 5. Platz 1500 m, 7. Platz 5000 m
- 2015 Heerenveen: 4. Platz 10.000 m, 11. Platz 1500 m, 11. Platz 5000 m
- 2016 Kolomna: 2. Platz Teamverfolgung, 3. Platz 5000 m, 14. Platz Massenstart
- 2017 Gangwon: 3. Platz Teamverfolgung, 6. Platz 5000 m, 14. Platz 1500 m
- 2019 Inzell: 1. Platz 5000 m, 2. Platz Teamverfolgung, 2. Platz 1500 m
- 2020 Salt Lake City: 4. Platz 5000 m, 7. Platz Teamverfolgung, 10. Platz 1500 m
- 2021 Heerenveen: 4. Platz Teamverfolgung, 9. Platz 1500 m, 17. Platz 5000 m

### Mehrkampf-Weltmeisterschaften
- 2012 Moskau: 8. Platz Großer-Vierkampf
- 2013 Hamar: 4. Platz Großer-Vierkampf
- 2014 Heerenveen: 4. Platz Großer-Vierkampf
- 2015 Calgary: 3. Platz Großer-Vierkampf
- 2016 Berlin: 2. Platz Großer-Vierkampf
- 2017 Hamar: 4. Platz Großer-Vierkampf
- 2018 Amsterdam: 2. Platz Großer-Vierkampf
- 2019 Calgary: 2. Platz Großer-Vierkampf
- 2020 Hamar: 2. Platz Großer-Vierkampf

## Weltcupsiege

### Weltcupsiege im Einzel
| Nr. | Datum             | Ort       | Disziplin |
| --- | ----------------- | --------- | --------- |
| 1.  | 21. November 2014 | Seoul     | 1500 m    |
| 2.  | 18. November 2017 | Stavanger | 1500 m    |
| 3.  | 20. Januar 2018   | Erfurt    | 5000 m    |
| 4.  | 17. März 2018     | Minsk     | 5000 m    |
| 5.  | 18. März 2018     | Minsk     | 1500 m    |
| 6.  | 1. Februar 2019   | Hamar     | 5000 m    |

### Weltcupsiege im Team
| Nr. | Datum             | Ort                   |
| --- | ----------------- | --------------------- |
| 1.  | 9. Dezember 2016  | Heerenveen 1          |
| 2.  | 17. März 2018     | Minsk 2               |
| 3.  | 29. Januar 2021   | Heerenveen 3          |
| 4.  | 10. Februar 2023  | Tomaszów Mazowiecki 4 |
| 5.  | 11. November 2023 | Obihiro 4             |